# Charmosyna multistriata
Charmosyna multistriata là một loài chim trong họ Psittacidae.